# Philippe De Stoop
Philippe De Stoop (Brugge, 6 juni 1797 - 3 juni 1874) was een Belgische apotheker en amateurhistoricus

## Levensloop
De Stoop was de zoon van de herbergier Jean-Baptiste De Stoop en Johanna Illegheer. Hij was de broer van Jean-François De Stoop (1799-1861), zangmeester in de Brugse Sint-Gilliskerk. Vanaf 1 mei 1818 was Philippe als apotheker gevestigd in de Eekhoutstraat en hij werd ook leraar aan de École de Médecine in Brugge. 
Hij trouwde in 1821 met de 25 jaar oudere Maria Vanhende (1772-1824), weduwe van apotheker Basiel Rijspoort. In 1826 hertrouwde hij met de Gentse Marie Meyer (1783), die 13 jaar ouder was dan hij. De getuigen waren dr. Isaac De Meyer (was de bruid wellicht een familielid?), dr. Johan Bossuyt, rentenier Joseph Versavel en de broer van de bruidegom Johannes De Stoop.
Hij ontving in zijn woning het kleine kransje dat vanaf 1835 elke vrijdag bijeenkwam om over lokale geschiedenis, oudheidkunde en literatuur van gedachten te wisselen en bevindingen mee te delen. Hij behoorde tot de stichtende bestuursleden van het Genootschap voor Geschiedenis te Brugge. Vanaf de stichting was hij penningmeester en bleef dit tot enkele maanden voor zijn dood. Wat publicaties betreft, beperkte hij zich tot vijf artikels over een historisch onderwerp.
De Stoop werd in 1852 directeur van het krankzinnigengesticht Sint-Dominicus. Hij ging naast het instituut wonen in de Jakobinessenstraat, tot aan zijn overlijden.

## Publicaties
De Stoop publiceerde in de 'Handelingen van het Genootschap voor Geschiedenis te Brugge:
- Emprunt fait aux orfèvres de Bruges par Charles-Quint, 1839
- Particularités sur les corporations et métiers de Bruges, 1843
- Notice sur l'abbaye de Loo et inventaire de ses archives, 1843
- Fondation d'un anniversaire dans l'église de Saint-Gilles à Bruges (...), (1862-63)
- Notes sur le métier des tonneliers à Bruges, 1864-65